# Helene-Weigel-Medaille
Die Helene-Weigel-Medaille war eine staatliche Auszeichnung  der Deutschen Demokratischen Republik (DDR), welche in Form einer tragbaren Medaille verliehen wurde.

## Geschichte
Die Medaille wurde am 21. Oktober 1980 durch den Ministerrat der DDR durch ihren Vorsitzenden Willi Stoph gestiftet. Die Verleihung erfolgte für außergewöhnliche und vorbildliche Leistungen sozialistisch-realistischer Darstellungskunst. Insbesondere wurden damit Leistungen gewürdigt, die im laufenden Kalenderjahr vor der Auszeichnung in Theatern der DDR erbracht wurden. Die Verleihung der Medaille, die im Übrigen nur Einzelpersonen zukam, erfolgte durch den Minister für Kultur anlässlich des Welttages des Theaters alljährlich am 27. März nebst Urkunde und Prämie.

## Aussehen und Tragweise
Die versilberte Medaille mit einem Durchmesser von 20 Millimetern zeigt auf dem Avers mittig den von Betrachter aus gesehen links blickenden Kopf von Helene Weigel. Das Revers der Medaille zeigte mittig die dreizeilige Inschrift: HELENE / WEIGEL / MEDAILLE, welche von einem Schriftring umschlossen wird der auch gleichzeitig den Rand der Medaille bildet. Auf ihm ist zu lesen: DEUTSCHE DEMOKRATISCHE REPUBLIK. Getragen wurde die Medaille an der linken oberen Brustseite an einer grauen Schleife in deren Mitte ein versilbertes Medaillon die Initialen Helene Weigels H.W. trägt. Die Interimsspange ist von gleicher Beschaffenheit.

## Preisträger
- 1981: Arno Wyzniewski
- 1982: Klaus Piontek
- 1983: Klaus Schleiff
- 1984: Felicitas Ritsch
- 1985: Katja Paryla
- 1986: Ekkehard Schall
- 1987: Cornelia Schmaus
- 1988: Ulrich Mühe
- 1989: Monika Lennartz
- 1990: Carmen-Maja Antoni